# Semangum
Semangum (korejsky 새만금, Sämangŭm) je název přílivové mělčiny ve společném estuáru řek Tongdžin a Mangjong vlévajících se do Žlutého moře. Tyto wattové mělčiny a pobřeží byly v roce 2010 odříznuty od otevřeného moře realizací projektu „Saemangeum Seawall“. Na sever od Semangum se nachází město Kunsan, jižně pak okres Puan, východně město Kimdže (provincie Severní Čolla).

## Popis
Zbudováním hráze dlouhé 33,9 km se z estuáru stalo mělké přehradní jezero dotované sladkou vodou přitékajích řek. V novém, člověkem formovaném prostoru jezera (cca 409 km²) a jeho nově vznikajících umělých ostrovů existují v různé fázi výstavby či provozu záměry na průmyslové, zemědělské, energetické, turistické a sídelní využití území. Managmentem projektu je pověřena vládní organizace Rozvojová a investiční agentura Semangum, spadající pod Ministerstvo půdy, infrastruktury a dopravy. Stavební práce začaly už v roce 1991, finanční náklady jsou 22,2 trilionů wonů. Při oficiálním otevření 27. dubna 2010 řekl tehdejší jihokorejský prezident I Mjong-bak: „Nyní stojíme na místě velké stavby, která otevře budoucnost Jižní Koreje. Myslím, že projekt Saemangeum je něco, co změní historii Jižní Koreje. Tato skvělá, bezprecedentní stavba změnila mapu Jižní Koreje“.

## Životní prostředí
Celý projekt Saemangeum Seawall je z hlediska životního prostředí kontroverzní, při jeho povolování a realizace proběhla řada soudních sporů o jeho přínosech a negativních dopadech na zdejší floru a faunu. Před rokem 2010 bylo mělké wattové pobřeží důležitým habitatem využívaným i migrujícím ptactvem na východoasijsko-australasijské tažné trase. Dokončení mořského valu pravděpodobně přispělo k úbytku mnoha druhů.

### Související hesla
- Zuiderzeewerken
- Getbol, korejské přílivové plošiny